# Загадкове вбивство 2
«Загадкове вбивство 2» (англ. Murder Mystery 2) — художній фільм режисера Джеремі Гареліка. Продовження фільму «Загадкове вбивство» 2019 року. Головні ролі знову виконають Адам Сендлер і Дженніфер Еністон.Прем'єру фільму відбулася на сервісі Netflix 31 березня 2023 року.

## Сюжет
Нік та Одрі Шпіц відкривають власне агентство. Коли їхнього друга-мільярдера викрадають із власного весілля, детективи беруться за грандіозне розслідування.

## В ролях
- Адам Сендлер — Нік Спітц, сержант поліції Нью-Йорка, чоловік Одрі
- Дженніфер Еністон — Одрі Спітц, перукарка, дружина Ніка
- Марк Стронг
- Мелані Лоран
- Емілі Радд
- Джоді Тернер-Сміт
- Енріке Арсе
- Тоні Голдуїн
- Аділь Ахтар — махараджа Вікрам Говіндан
- Джон Кані — полковник Уленга.

## Український Дубляж
- Студія: Постмодерн
- Режисер дубляжу: Людмила Петриченко
- Звукооператор: Софія Багмут
- Спеціаліст зі зведення звуку: Андрій Денисюк
- Перекладач: Катерина Щепковська
- Менеджер проекту: Лаура Геворкян

Ролі дублювали:
- Одрі Шпіц — Олена Узлюк
- Нік Шпіц — Андрій Твердак
- Клодетт Жубер — Світлана Шекера
- Вікрам Ґовіндан — Дмитро Завадський
- полковник Уленґа — Максим Кондратюк
- Сайра Ґовідан — Людмила Петриченко
- Коннор Міллер — Андрій Самінін
- Франциско — Андрій Альохін
- Лоран Делакруа — Євген Пашин
- Сюзан — Аліса Балан
- Хелін Секу — Антоніна Хижняк
- Пілот — Дмитро Терещук

Додатковий акторський склад: Євген Локтіонов, Роман Солошенко, Марія Яценко, Дмитро Тварковський, Віталій Ізмалков, Аліна Проценко, Максим Самчик,

## Виробництво
У жовтні 2019 року стало відомо про початок роботи над продовженням фільму «Загадкове вбивство» з Адамом Сендлером та Дженніфер Еністон у головних ролях. У серпні 2021 року Джеремі Гарелік був затверджений як режисер майбутнього фільму, зйомки сиквела відбуватимуться в Парижі та на Карибських островах. У вересні 2021 року Сендлер та Еністон підтвердили свою участь у фільмі під час глобального фан-заходу Tudum. 
У січні 2022 року стало відомо, що Аділь Ахтар та Джон Кані повторять свої ролі з першого фільму, а Марк Стронг, Мелані Лоран, Джоді Тернер-Сміт, Енріке Арсе, Тоні Голдвін поповнили акторський склад майбутнього фільму.
Зйомки розпочалися в січні 2022 року на Гаваях і завершилися 8 квітня 2022 року в Парижі. Прем'єра фільму відбулася на сервісі Netflix 31 березня 2023  .